# Kézbesítési pont (programtervezési minta)
A kézbesítési pont (point of delivery, PoD) hálózati modul, számítási egység, komponens vagy tárhely, ami együttműködik más egységekkel, hogy szolgáltatásokat nyújtson. A kézbesítési pont ismételhető programtervezési minta, komponensei maximalizálják a modularitást, skálázhatóságot, és az adatközpontok kezelhetőségét.
A moduláris tervezést alkalmazták telefon- és adathálózatokra, például ismétlődő csomópont szerkezettel, ami leírja a berendezés beállítását, ezekről interfészek gondoskodnak. Ugyanezt a kifejezést használják kábelvideók hálózatában  a moduláris komponens leírására, ami videoszolgáltatást nyújt egy előfizetőnek. Megkülönböztető jellemzője, hogy hálózati csomópontba telepíthető modul (deployolható), ami szolgáltatást nyújt.
A minta különösen fontos a szolgáltatást nyújtó szerkezetben, például az adatközpontokban a felhő alapú szolgáltatásokban a felhasználással együtt való skálázódásban.

## Fordítás
Ez a szócikk részben vagy egészben  a   Point of delivery (networking) című angol Wikipédia-szócikk fordításán alapul.  Az eredeti cikk szerkesztőit annak laptörténete sorolja fel. Ez a jelzés csupán a megfogalmazás eredetét és a szerzői jogokat jelzi, nem szolgál a cikkben szereplő információk forrásmegjelöléseként.